# 주식 병합
주식 병합(株式倂合)은 여러 개의 주식을 1개로 합하여 주식의 액면가를 높이는 것을 말한다. 액면병합으로도 부른다. 기업 주식의 주식을 효과적으로 병합하여 비례적으로 더 가치 있는 더 적은 수의 주식을 형성하는 프로세스이다. 영어권에서는 reverse stock split(주식 병합), reverse split(역분할)로 호칭되며 한국어 주식 병합과 동일하게 stock merge로도 표기된다.
주식이 비례적으로 덜 가치 있는 더 많은 수의 주식을 형성하기 위해 효과적으로 분할되는 보다 일반적인 주식 분할을 나타낸다. 새로운 주식은 일반적으로 간단한 비율로 발행된다. (기존 주식 2개에 새 주식 1개, 4개에 3개 등.) 주식 병합은 주식 분할의 반대이다.
일반적으로 거래소는 주식 병합 중에 티커 기호 끝에 "D"를 일시적으로 추가한다. 때로는 회사가 동시에 이름을 변경할 수 있다. 이것은 이름 변경 및 통합(즉, 새 주식에 대해 다른 시세 기호 사용)으로 알려져 있다.
주식 병합을 하는 것은 주식 가치가 하락했다는 사실을 강조하기 때문에 일반적이지 않으며 동의를 위해 주주 또는 이사회가 필요할 수 있기 때문에 낙인이 찍혀 있다. 예를 들어, 많은 기관 투자자와 뮤추얼 펀드는 가격이 최소 미화 5달러 미만인 주식을 구매하는 것을 금지하는 규칙을 가지고 있다. 주식 병합의 일반적인 이유는 증권거래소의 최저주가를 만족시키기 위한 것이다.
주주 수를 줄이기 위해 주식 병합을 사용할 수 있다. 회사가 구주 100주당 신주 1주를 발행하는 병합을 완료하면 100주 미만의 주식을 보유한 투자자는 현금을 받게 된다. 주주 수가 감소하면 회사는 다른 규제 범주에 놓일 수 있으며 다른 법률의 적용을 받을 수 있다. 예를 들어 미국에서는 회사가 SEC의 규제를 받는지 여부는 부분적으로 주주 수에 따라 달라진다.

## 같이 보기
- 주식 분할